# Черемошня (Львовская область)
Черемошня (укр. Черемошня) — село в Золочевской городской общине Золочевского района Львовской области Украины.
Население по переписи 2001 года составляло 266 человек. Занимает площадь 1,374 км². Почтовый индекс — 80710. Телефонный код — 3265.